# Джозефович, Лейла
Лейла Джозе́фович (англ. Leila Josefowicz, в некоторых источниках Джозефовиц, Йозефович или Юзефович; род. 20 октября 1977, Миссиссога, Канада) — американская скрипачка.
Её отец — физик Джек Ицхак Джозефович, изобретатель в области электротехники; мать — Уэнди Джейн Джозефович, биолог. С трёхлетнего возраста жила в Лос-Анджелесе и занималась скрипкой по методу Судзуки. В 13 лет переехала в Филадельфию, училась в Кёртисовском институте музыки у Феликса Галимира, Джозефа Гингольда, Яши Бродского, Хайме Ларедо. В 1994 году дебютировала в Карнеги-холле, исполнив скрипичный концерт Чайковского с Академией Святого Мартина в Полях под управлением Невилла Марринера, — в дальнейшем продолжала сотрудничество с этим выдающимся коллективом, записав, в частности, альбом «Богемские рапсодии» (популярные пьесы Сарасате, Массне, Венявского, Сен-Санса, Шоссона и Равеля).
В дальнейшем Джозефович приобрела известность как пропагандист новейшей музыки. Сама скрипачка особенно выделяет своё сотрудничество с Джоном Адамсом, подчёркивая, что о творческом взаимодействии с ныне живущим композитором она мечтала с детства. Систематически исполняет концерты Оливера Кнуссена и Томаса Адеса, в 2009 году исполнила мировую премьеру скрипичного концерта Эсы-Пекки Салонена.
В 2018 году удостоена Премии Эвери Фишера.
Была замужем за дирижёром Кристьяном Ярви, воспитывает их сына Лукаса.